# 仁義なき戦い 広島死闘篇
『仁義なき戦い 広島死闘篇』（じんぎなきたたかい ひろしましとうへん、Battles Without Honor and Humanity: Deadly Fight in Hiroshima ）は、1973年の日本映画。撮影は東映京都撮影所で行われ、製作配給は東映。『仁義なき戦いシリーズ』の第二部。

## 概要
第一部撮影中に第二部の公開が決定されたが、週刊サンケイでの連載が追いつかなかったため、脚本を担当した笠原和夫は第一部と重なる1950年（昭和25年） - 1953年（昭和28年）の第一次広島抗争を舞台に、実在した二人のヤクザである山上光治（劇中：山中正治）と村上正明（劇中：大友勝利）をモデルにして、彼らにフォーカスした内容を執筆した。山中と大友という対照的な男の軌跡を描いていることから第一部のような群像劇ではなく、シリーズの主人公である広能昌三（菅原文太）も狂言廻し的役割で、第一作の外伝的な位置付け。1927年生まれの笠原和夫は大日本帝国海軍への入隊経験があるため、世代的に「復員兵である山中に思い入れが深い」と語り、笠原がバイブルとする『人間の条件』（アンドレ・マルロー）のテロリスト・陳（チェン）と、自身が執筆した『日本暗殺秘録』のテロリスト・小沼正を、山中のキャラクターに反映させている。その一方で笠原より3歳年下の監督・深作欣二は、入隊を免れた世代であることから「欲望のままに行動する、戦後世代の大友のほうに魅かれる」と語っている。
配役はもともと千葉真一が山中正治、北大路欣也が大友勝利でクランクインするはずだったが、北大路が「山中の方が自分のキャラクターに合っているのでは？ それにセリフがどぎつすぎる大友はできない」、「大友は粗暴で下品すぎて、どうしても自分では演じられない。山中のほうをやらせてくれないか」などと言い出し、配役の入れ替えを要求した。そのためプロデューサーの日下部五朗と宣伝担当者らは千葉を突然訪ね、「山中と大友を交代してもらえないか」と依頼。セリフを全て覚えて撮影に入る直前だった千葉は、東映と笠原が「小沼を好演して、京都市民映画祭の演技賞を獲得した千葉に、山中を演じさせよう」というキャスティング経緯から、初めは交代に難色を示した。ほどなくして深作欣二が交代に反対していないことを知った千葉は、似たような役を再び演じることは俳優として停滞するのではないかと再考。「役作りし直すから、出番を少し後にずらしてほしい」と最終的に交代を了承し、千葉を大友、北大路を山中に入れ換えることとなった。深作は唯一人キャスティング会議で、「千葉に大友を演じさせたほうが、絶対おもしろくなる」と主張していた。大友はシリーズ中1、2を争う名キャラクターとして人気が高く、千葉自身も忘れられない役柄として挙げており、後のやくざ映画でも「仁義なき戦いの千葉真一さんがやった大友勝利のような」と影響を与え続け、ヤクザ役のひな型となっている。大友は人気キャラクターだけあって主人公にした企画が出され、第四部『仁義なき戦い 頂上作戦』にも登場する予定だったが、千葉は主演映画『殺人拳シリーズ』の撮影に入っていたために実現せず、第五部『仁義なき戦い 完結篇』では大友が再登場したものの、宍戸錠が演じた（ ⇒ #逸話、千葉真一#転機、仁義なき戦い#出演者）。
本作で菅原文太の出番が少ないことに笠原和夫は菅原から了解を得ていたが、1週間たったら菅原が「出番が少ないなら出られない」と言い出した。菅原は第一部のプロデューサー・俊藤浩滋の息がかかっていたからである。大喧嘩となって笠原は菅原に「お前、表に出てやるか！」と言うと「そっちがやる気なら、やってもいいです」と菅原は言うので笠原は「ふざけるんじゃない。俺がガラスの瓶、パンと割ってお前の顔を傷つけたら、もう役者としてやっていけないんだぞ。それでもやる気があるのか！」と言うと、深作欣二が間に入ってその場は収まり、二部以降は菅原なしでやると決まっていた。そうしたら菅原が「出させていただきたい」と侘びを入れ、続投となった。菅原はこれを機に俊藤と別れたというが、菅原のいないシリーズになっていた可能性もあったわけである。初公開時には主役の菅原文太がチョロっとしか出てこない展開に映画ファンは驚いた。本作より俊藤がプロデューサーを外れて以降、東映本社の主導となった。
山中正治が自決する時と初めて殺人を犯した後の二度口笛を吹く「予科練の歌」は、笠原が広島で取材した当時共政会二代目会長だった服部武から聞いたエピソードが元である。
2003年、同じ抗争を題材に製作されたVシネマ『新・広島やくざ戦争武闘派列伝 伝説の広島極道 山上功治の生涯』（辻裕之監督）では、山上光治（山中正治）を小沢仁志、村上正明（大友勝利）を竹内力が演じている。

## あらすじ
1950年（昭和25年）、広島市。帰国直後に傷害事件で服役し出所した復員兵の山中正治は、村岡組組長・村岡常夫の姪で未亡人である上原靖子が働く食堂で無銭飲食を働き、大友連合会会長の大友長次の息子で愚連隊を率いる大友勝利のリンチを受ける。勝利の狙いは村岡のショバ荒らしだったこともあり、長次が山中に詫び、その紹介で山中は村岡組組員となる。ふとした事から靖子と男女の関係となった山中は村岡の逆鱗に触れ、若頭・松永の指示で九州へ逃れる。そこで山中は滞在先の組の対立者だった和田組組長を射殺したことから、裏社会で大きく名が轟くこととなり、山中は広島への帰参を許され、靖子との交際も村岡の認める所となった。
一方、それぞれ博徒と的屋上がりで、かつては友好関係にあった村岡組と大友組であったが、村岡組は広島競輪場の警備を請け負うなど日に日に資金力・組織力の差が広がりつつあった。これに不満を持つ勝利は、博徒と的屋の縄張りを頑なに守る長次を無視し、競輪場のトイレをダイナマイトで爆破するなど行動を起こす。そして父と完全に袂を分かった勝利は、村岡の兄弟分の時森勘市を抱き込んで彼の跡目を受けるという形で博徒大友組を結成すると、自ら村岡組に乗り込んで村岡の命を狙い、失敗する。
村岡組に命を狙われることとなった時森は呉の山守を頼り、これを利用して広島に顔を立てたい山守は今は無関係の広能に時森の身柄を預けようとする。最初は断る広能であったが、組の資金が乏しいことから渋々引き受ける。しばらくすると時森の命を狙う山中が広能の元を訪れる。山中は刑務所時代に広能に目をかけられた恩義があるため強引には動かず、広能も広島の争いに呉や自分が巻き込まれることに嫌気がさし、時森を広島で引き渡すことで穏便に片付けようとする。ところが時森がこの動きを事前に察知して広能と距離を置き、また大友にも知られてしまったため、広能は配下の島田に時森を殺させることで広島の抗争が呉に飛び火するのを未然に防ぐ。
時森の死により、後ろ盾を失くした勝利は広島から追放されることとなったが、寺田啓一ら3人を密かに留め置き、村岡組襲撃の計画を立てていた。しかし、計画を事前に察知した村岡は山中をヒットマンとして差し向け、山中は寺田ら3名を射殺する。だが、事件直後に山中は警察に逮捕され、無期懲役の判決を受け服役することとなる。それを見届けた村岡は、靖子を元の婚家に戻し、死んだ亭主の弟と再婚させようとする。刑務所で叔父貴にあたる高梨国松からこの事を聞いた山中は騙されたことを知り、村岡に復讐するために脱獄する。
山中の脱獄を知った村岡は即座に松永に指示し、靖子を婚家から連れ戻させ、何食わぬ顔をして山中と対面する。靖子が広島にいるのを見て高梨の話は嘘だったと思い、山中は村岡を疑ったことを恥じる。松永は山中に自首するよう進めるが、そこに広島に舞い戻った大友が村岡の組員を襲ったという連絡が届き、山中は汚名を返上するべく姿を消すと単身で大友の命を狙い始める。大友による村岡を狙った抗争が激化する中、山中は大友の居所を見つけ出して襲撃するが、左足を撃ち抜くも命まで奪えずに失敗する。しかし、この傷が元で大友組の若衆である中原敬助が村岡組に和解を持ちかけたところから大友の居場所が村岡組にばれ、密告により大友は警察に検挙され、抗争は村岡組の勝利で終わる。
全国指名手配の身で、呉の広能の元に身を寄せていた山中は、村岡から脱獄のきっかけとなった高梨が仮出所したことを知らされる。広島に戻って高梨を射殺し、松永の家に逃げ込んだ山中であったが、そこで松永より高梨の話が事実で、村岡はずっと山中を騙していたことを打ち明けられる。松永の家を飛び出し、再び逃走しようとする山中であったが、警察の包囲網を抜けることはできず、最後は誰も信じられなくなり、独り拳銃自殺をする。
後日、山中の葬儀が村岡組長によって大々的に営まれる。弔問に訪れた広能は、山中を「任侠の鑑」と褒め称えて高笑いする村岡や山守を醜く感じ、悲しく死んでいった山中を偲ぶのであった。

## キャスト
広能組（モデル・美能組）
- 広能昌三 - 菅原文太：広能組組長。山守組を離縁（正式な破門ではない）。山中とは刑務所で懇意に。野良犬の肉で晩酌させられる。美能幸三がモデルとなった。
- 島田幸一 - 前田吟：広能組若衆。広能組長晩酌用の肉を調達。時森を射殺。村岡組長からビールを1杯ご馳走になった後に自首。
- 岩見益夫 - 野口貴史：広能組若衆。島田とともに広能組長晩酌用の肉を調達。
- 弓野修 - 司裕介：広能組若衆。

山守組（モデル・山村組）
- 山守義雄 - 金子信雄：山守組組長。山村辰雄がモデルとなった。
- 山守利香 - 木村俊恵：山守義雄の妻。山村邦香がモデルとなった。
- 山守の部下 - 古閑達則

村岡組（モデル・岡組）
- 山中正治 - 北大路欣也：村岡組若衆。物語の主人公。”殺人鬼”と呼ばれた山上光治がモデルとなった。
- 村岡常夫 - 名和宏：村岡組組長。岡敏夫がモデルとなった。
- 高梨国松 - 小池朝雄：村岡組長の舎弟。愛人と同衾中に山中によって射殺される。高橋国穂がモデルとみられる。
- 松永弘 - 成田三樹夫：村岡組若衆頭。網野光三郎がモデルとなった。
- 江田省三 - 山城新伍：村岡組若衆（幹部）。原田昭三がモデルとなった。
- 岩下光男 - 川谷拓三：村岡組若衆。大友組に凄惨なリンチを受けて死亡。吉兼悟がモデルとなった。
- 上原靖子 - 梶芽衣子：村岡組組長の姪。未亡人。のちに山中の女。
- 野中雄二郎 - 宇崎尚韶：村岡組若衆
- 助藤信之 - 白川浩二郎：村岡組若衆
- 友田孝 - 笹木俊志：村岡組若衆
- 下条章一 - 木谷邦臣：村岡組若衆
- 片倉克己 - 藤沢徹夫：村岡組若衆
- 村岡組組員 - 松本泰郎
- 上原美代 - 広瀬登美子：靖子の娘

大友連合会（モデル・村上組）
- 大友長次 - 加藤嘉：テキヤ大友連合会会長。村上三次がモデルとなった。
- 倉光俊男 - 中村錦司：大友連合会二代目会長。のちに村岡組の盃を受けて傘下に。

大友組（モデル・村上組）
- 大友勝利[注釈 1] - 千葉真一：大友組組長。長次の息子。物語のもう一人の主人公。大友連合会を破門され時森のノレンを継いで博徒大友組を結成。村岡組と抗争。村上正明がモデルとなった。
- 大友長次 - 加藤嘉：勝利の父、初代大友組組長。村上三次がモデル[28]
- 中原敬助 - 室田日出男：大友組若衆（幹部）。指を詰めて村岡組若衆頭の松永へ和解を申し入れるが、松永の指示によって村岡組組員に刺殺される。中本敬造がモデルとなった。
- 池野卓也 - 八名信夫：大友組若衆。
- 寺田啓一 - 志賀勝：大友組若衆。山中に襲われ死亡。
- 須賀政男 - 大木晤郎：大友組幹部
- 神谷英司 - 広瀬義宣：大友組幹部
- 三上善輝 - 北川俊夫：大友組幹部
- 国貞清次 - 北十学：大友組組員
- 川口芳夫 - 片桐竜次：大友組組員
- 大友組組員：福本清三、大矢敬典

その他
- 景浦辰次郎 - 堀正夫：広島の大親分。大友組組員によって電車内で刺殺される。清岡吉五郎がモデルとなった。
- 竹原 - 矢奈木邦二朗：九州竹原一家親分
- 植木 - 岩尾正隆 ：竹原一家子分
- 竹原一家子分 - 大城泰
- 時森勘市 - 遠藤辰雄：景浦の舎弟。村岡に対抗して大友に跡目を譲る。島田に狙撃され死亡。
- 南良坂誠 - 小松方正：広島市会議員。公安委員。競輪場の理事。
- 石田栄輔 - 北村英三：広島県警。
- 和田 - 鈴木康弘：九州和田組組長。山中に狙撃され死亡。
- バーのホステス - 松平純子、美川玲子、穂積かや
- 佐野刑事 - 宮城幸生
- 浜田隆吉 - 国一太郎：時森の若衆
- 景浦長次郎 - 堀正夫：（広島の長老親分）
- 壺振り - 秋山勝俊
- 壺振り - 西田良 、西村泰治
- お灸をする坊さん - 汐路章
- 弔問客 - 熊谷武、浪花五郎
- 競輪場職員 - 小坂和之
- 看守 - 小田真士、松田利夫
- 刑事 - 森源太郎、波多野博
- 記者 - 唐沢民賢、西山清孝、前川良三、和田昌也
- 高梨の女 - 高木亜紀
- ホステス - 橋本房枝
- キャバレーのホステス - 高石郁子
- 囚人 - 細川純一
- 警官- 大林一三、鳥巣哲生
- ナレーター - 酒井哲[2]

## スタッフ
- 企画：日下部五朗
- 原作：飯干晃一
- 脚本：笠原和夫
- 監督：深作欣二
- 撮影：吉田貞次
- 音楽：津島利章
- 録音：溝口正義
- 照明：中山治雄
- 美術：吉村晟
- 編集：宮本信太郎
- 助監督：清水彰
- スチル：中山健司
- 進行主任：渡辺操[2]

## 製作

### 脚本
「山守さん、弾はまだ残っとるがよぅ」『仁義なき戦い』第一作ラストシーンの菅原の決め台詞により、映画は伝説となり、語り継がれるが、残った弾を撃つのか、撃たないのか、脚本の笠原和夫は余韻を持たせたまま『仁義なき戦い』を完結しようとした、しかし『仁義なき戦い』は東映の劇場主から期待値が高く、「シリーズ化しなければ単発で当てても儲からない」という考えを持つ商売人・岡田茂東映社長が一本で終わらせるわけはなく、第一作の興行成績も出ないうちに続編製作が決まった。岡田に呼び出された笠原は、「第二部って、何をやりますかね」と聞くと岡田は「広島事件!」と即答。笠原「…冗談じゃないですよ、まだ広島じゃ山〇組と揉めてるし、原作もまだ完成してないし、第一、複雑怪奇で作りようがないですよ、あれ」 岡田「お前ね、そこを考えるのがライターじゃないの」 笠原「広島事件はまあ待って下さい、もっと面白くなりそうなのがあるから」と、何とか山〇組から逃げた。笠原は「広島事件を描くと当然神戸の山〇組が登場することになり、かなり慎重な配慮と手続きをしなければ」と苦悶。その結果、第一次広島抗争を実際の時代設定より後にずらし、飯干の原作第二章「岡組対村上組」でチラッと出てくる24歳で自決する殺し屋・山上光治（演者・北大路欣也）を主人公にして脚本を書いたのが本作。笠原の本作の脚本準備は、第一作公開の二週間以上前1972年12月26日のため、岡田に呼び出されたのはさらにこの前ということになる。広島抗争全体ではあまり重要でない人物を取り上げたシリーズのいわば「番外編」。山上は必ず一発で相手をしとめ、倒れた相手の死亡を確認してから現場を去ったという生涯に5人を殺害した広島極道の典型として伝説のヤクザであった。
山上は1924年生まれ。実際に山上が自殺したのは1948年3月23日、3月25日で、山上の最初の殺人は19歳のとき。つまり、戦中で、本来の時代背景は第一部より前だった。第一部の冒頭で美能幸三が旅人を殺すのは1947年5月末、美能が山村組の組員になるのは同年末のことで、山上は美能よりも年上で、本作のラスト、山上の自殺は美能がヤクザになって3ヵ月後のこと。つまり時系列でいけば、本作第二部が第一部とするのが自然な流れだった。昭和20年代後半に下げさせられたのは、年代が逆行することを嫌った東映の意向。呉の堅気で、かつ戦場に行っていた美能と広島でヤクザだった山上とは、面識がなかった可能性が高いため、時系列通りやると菅原が出演できなくなることから、シリーズの流れ上、設定を後ろに下げざるを得なかったものと見られる。本来、焼跡闇市の時代でこそ意味を持つ山上の情念、戦争に行き遅れた元軍国少年がゼロ戦の代わりに44マグナムを駆使し『予科練の歌』をハミングしながら、殺人を重ねていく自身の中にある時代の残滓を具象化してみたいと、北大路演じる山中正治の姿にそのキャラクターを託したが、朝鮮戦争以降の昭和20年代後半にしたことで、山上が単なるきょう犬のようにしか見えなくなった。また山上が殺人マシーンになる切っ掛けとして、獄中でボスから〇を掘られたこと、〈殺人という異常行動は、自分が一度、本当の被虐者になったことがないと出来ない、自分が受けた屈辱というものを跳ね返したいーつまり殺人の動機を男になりたい〉「男〇〇の復権」と定めてホンに書いていたら、美能から強い抗議を受け、カットせざるを得なくなった。男になりたい山上は死後も広島では伝説のヤクザとして畏敬の念を持たれており、〇を掘られる場面などもっての外だったのだという。このため、山中が殺人マシンと化す動機が曖昧なものになった。
また上原靖子（梶芽衣子）が被差別部落出身であることも削られた。笠原の著書『昭和の劇』では、山中と上原靖子の哀しい恋物語は本来は被差別部落の問題が入っていて、笠原も自身が本作でやりたかった主題で「もっと二人の悲しみが伝えられたのにと思ったが、出来ずに口惜しかった」と述べているが、笠原の取材ノートには、部〇出身の引け目で疑心暗鬼になり、先手を打って山中を使って殺していった、村岡常夫（名和宏）村岡組組長は姪の靖子を一般人である山中と結婚させたがっていたなどと映画と異なる内容が書かれており、一般映画で差別の問題を持ち出すことは不可能で、笠原は靖子を「死んだ特攻隊員の未亡人」と設定し、「戦争に行き遅れた軍国少年」山中とも恋を脚本の縦糸にした。
山上は銃口をくわえて自殺したが、笠原はこのシーンを「こめかみに銃口に当てて自殺する」と書いていた。しかし深作は脚本通りではなく、山上の自殺と同じようにした。その理由を「僕は戦争に行った世代ではないが、学校では毎日軍事教練だった。戦地に行ったら『捕虜になるぐらいなら自決しろ』と言われ、戦場での兵隊さんの死に方をいつも教えられていた。日本軍の銃は三八式銃といって、銃身が長く、肩に担いで行進する銃。だから自決するといっても、こめかみに当てて引き金を引くことはできない。みんな銃口をこう…口にくわえて銃身を両手で握り、（靴を脱ぎ）足指で引き金を引くというか…押す形だね。そうやって戦場で散ったのです。山中は特攻隊の生き残りです。だから戦地での自決をやらせたかった」と語っている。この変更について笠原は「常に間近な『死』がそこにあって『自分で決めたことだ。これから先はどういうことが起きても、後悔はすまい』と考えていた戦時の思いを、山中の自決でやりたかったんで、3歳年下の深作にはうまく伝達出来なかったようだ。戦時中の体験は、僅かな年齢差でも受け止め方が違ってしまうものである」と述べている。「私の狙った『戦争に間に合わなかった軍国少年』というニュアンスは中途半端になってしまった」と述べている。
笠原の脚本準備は、1972年12月26日から。1973年1月8日、飯干晃一と打ち合わせ。1973年1月10日、呉市・美能組に取材。同日、広島市で美能幸三と服部武に取材。1973年1月29日、脚本執筆開始。1973年2月25日、第一稿執筆終了。1973年3月1日ー7日直し作業。1973年3月14日ー20日、第三部『仁義なき戦い 代理戦争』の打ち合わせ。脚本脱稿日は不明。

### 山上光治と村上正明の実際の関係
映画で北大路欣也が演じた山上光治と千葉真一が演じた村上正明は、実は兄弟分だった時期もある。元々、山上は岡組（映画では村岡組）に入る前は、村上組の子分にしてくれと頼んで来たことがあり、村上正明の父・村上三次（映画では大友長次・加藤嘉）は、洋モク屋相手に恐喝ばかりやる山上に「あんな悪いやつは子分にでけん」と会わずに追い返した。これを根に持った山上はある夜、大友長次にピストルを突き付けて脅しに来たため、村上組の組員に袋叩きに遭い、追い返された。正明は山上が父親にピストルを向けたことを後から知り、山中を見つけ出して、広島駅の北側にあった広島東練兵場に連れ出して決闘した。東練兵場は原子爆弾投下後に死〇置き場になり、〇体を焼く煙が来る日も来る日も立ち昇った場所。正明は関東軍で銃剣術の賞状を貰ったこともある強者で、竹槍で構えたが、山上は額に日の丸の鉢巻きをして素手で立ち向かってきた。正明は竹槍で山上の心臓を狙ったが外れ、竹槍は山上の左肩を突き刺した。山上はひるまず組み打ちとなり、怪我をしていた正明が押し倒され、山上が馬乗りになった。正明も下から応戦し、たまたま手に触れた陶器の破片で山上の顔や頭に攻撃を加え、山上は出血多量になり勝負はついた。この辺りは映画のアクションシーンに活かしている。これを機に山上は正明の舎弟になったが、あまりにも悪党のため、正明から追い払われ、岡組に移った。実際の山上は村上組から匙を投げられるようなワルだった。笠原は山上の墓は広島市山根町瑞泉寺にあると書いているが、実在する墓なのか不明。

### キャステング
当時の千葉真一はブロマイドの売上げが4年連続No.1であり、大友勝利の言動は「オメコの汁でメシ食うとるんで」など過激なものばかりであった。そのため千葉は悩みながら「これまで良いと思ったものを全て捨てる」という姿勢で、サングラスを常時掛けて眼を隠し、唇を裏返しにして糊付けするなど、役柄にふさわしい演技・扮装を工夫した。金玉を掻くシーンでは、深作から「やれ！」と強制されて行った後に、勢い余って臭いを嗅いだら「やりすぎ」と言われた。映画の後半に「山中に銃口を向けられるシーンでは、慌てふためきダンボールで自分の顔を隠すように掲げる」という台本にないアドリブをやった。「相手に自分の顔が見えると撃たれてしまう」と人間のとった、とっさのバカげた行動が、よりリアリティを生んだ瞬間だった。千葉は「こういうのは役者冥利に尽きる」、「大友を演じたことにより、脇役や悪役にも興味を持ち始めた。私の中で大きな転機となった」と語っている（ ⇒ #解説、千葉真一#転機、仁義なき戦い#出演者）。
北大路欣也は第一部を仕事先で観て共鳴。シリーズ化の決定を知り、自ら出演を直訴したものの、上述の通り当初キャスティングされた役を拒み、東映幹部に仲介させ、千葉真一と配役を交換させている。北大路が千葉とのキャスト入れ換えを要求したのはこれが初めてでなく、1963年の映画『海軍』に続いて2度目となるが、北大路は戦前からの大スターで東映の役員を兼務していた市川右太衛門の御曹司であることから、東映は北大路の意向を幾度となく受け入れてきた。
梶芽衣子は深作から「この作品で女になってくれ」と言われた。「私は女です。女やりますよ」と答えたが、内心はドキドキだったという。本作に於ける梶は、梶が最も美しかった時期で、北大路ならずとも「ここにキスしてくれんね」と梶に言われたら男ならそれはもう…と言われる。
製作が決定して間もない取材と見られる『週刊ポスト』1973年2月23日号に「"殺しすぎ"に悩む本家実録シリーズ」という見出しの記事が載り、同じ頁に「"実録・玉本ハレム"を目論む日活の俳優調達法」という見出しで、日活が実録の本家・東映をマネて玉本敏雄の実録ロマンポルノの製作を決定したという記事が載る。「"殺しすぎ"に悩む本家実録シリーズ」の記事内容は「実録ものの本家、東映では『仁義なき戦い』が当たり、続編を（1973年）2月下旬から製作決定、『シリーズものとして、目玉商品にしていく』（宣伝部）と鼻息も荒い。主演の菅原文太をポスト高倉健として、シリーズを育てる方針も決まった。ところが『続・仁義なき戦い』で困ったのは出演者の頭数。なにしろ第一作で、文太を始め…ズラリ勢ぞろいしたまではよかったが、実録どおり、バッタ、バッタと殺しまくり、生き残ったのは文太と、ムショ入りの渡瀬の二人っきり。『生きかえった人では"実録"のうたい文句に背く』…予備軍あつめに大弱り。あと見回しても千葉信一、谷隼人、峰岸隆之介くらいなもの。小林旭、高橋英樹、渡哲也といったところは"文太の引き立てだけになんでわざわざ殺される役など"と待ったがかかるのは必至。やむなく劇団の若手を当たっているが『東映のやくざ路線』の悪名たかく、もっかのところ見通しは真っ暗らしい（原文ママ）」などと書かれている。

### 撮影
「仁義なき戦いシリーズ」の大半の撮影は京都市内で行われたが、深作が第一部で叶えられなかった広島ロケを本作でどうしもやりたいと希望。しかし「まだ抗争が燻っているので広島には来てくれるな」と断られた。これを聞いた広島出身の岡田東映社長が公安に掛け合い、広島県警に警備をしっかりやってくれと頼んでやっと撮影許可が降りた。ロケ当日は私服警官が現場に来てくれたが、ぼう担当の二課の刑事はごっつい体格に角刈りでヤクザとの見分けはつかず、ヤクザに囲まれて撮影しているみたいだったという。大友一派がアジトにし、山中と絡むシーンは原爆スラムで撮影された。撮影当時は辛うじて原爆スラムは残っており、最後に残っていた旧広島市民球場の横で、本作の重要な場面が撮影された。山中が原爆スラムで大友の足を撃つシーンでは、旧広島市民球場は映らないが、球場横に2024年現在もある広島商工会議所が少し映る。広島市公文書館の出しているこの紀要の2頁目に映る写真2辺りで撮影したものと見られる。劇中のテロップでも「広島・基町（通称 原爆スラム）」と出て、建設中の市営基町高層アパートも背景で映る。笠原和夫が1973年4月3日に広島・基町ロケを見学しているため、原爆スラムでどのシーンかの撮影を見たものと見られる。他に映像で確認できるのは、後半、大友一派が関西に高飛びするシーンで、広島駅のフォームが映るシーンがあり、現在の広島マツダスタジアムに至るカープロード途中にある架け替え前の愛宕跨線橋から望遠で千葉らを捉えたカットが映る。この後、景浦辰次郎（堀正夫）を電車内で大友組組員が殺すシーンの前に、山中こと北大路と、靖子こと梶芽衣子の連れ子の3人で平和公園を原爆ドームをバックに歩くシーンがある。大友一派が、岩下光男こと、川谷拓三を凄惨なリンチを加える島は、瀬戸内海のようだがどこかは分からない。原爆スラムでの撮影は2日間のみとされるため、2日間で全ての広島ロケを終えた可能性もあるが、川谷のリンチシーンまで広島で撮影したなら、2日では終わらなかったかもしれない。2019年の著書『団地と移民 課題最先端「空間」の闘い』（KADOKAWA）で、原爆スラムの歴史を詳述したジャーナリスト・安田浩一は、深作がわざわざ原爆スラムでロケをした理由について「原爆スラムは、住んでいるときには『ここを抜け出すことが成功の基準』と思い、そこを離れると、懐かしさと苦い思い出がこみ上げる場所だったようです。一方、行政さんにとっては官庁街に近いこともあり『あってはならない』『早く消し去りたい』地域でした。深作さんは、そんな風に見捨てられた場所で、社会から見捨てられ、消されるべき運命にあるヤクザ同士が殺し合う場面を撮りたかったのではないかと想像します。原爆スラムは撮影時には既に再開発が始まり、まもなく消されようとしていました。1978年には基町高層アパートに生まれ変わるわけです。深作さんは『狼と豚と人間』（1964年）、『解散式』（1967年）、『血染の代紋』（1970年）の3本で、既に東京の代表的な朝鮮人集住地区、江東区枝川にカメラを持ち込んでおり、それと同様に、マイノリティの生活の息吹が宿る原爆スラムと『スラムがあった時代』を映画に残したかったのではないでしょうか」と論じている。
冒頭近くに上原靖子の食堂で無銭飲食を働き、山中が大友一派に壮絶なリンチを受けるシーンで、山中の頭から汁モノのどんぶりめしをかけ、その口火を切る池野卓也こと、八名信夫は「熱々のドンブリだったんだけど、深作監督から『おい、八名！お前、相手が北大路欣也だからって手加減しているのか！』と怒鳴られ、撮り直しでは『もっと中身を熱くしろ』って言うから、すごい監督だなあと思ったよ」と述べている。
山中が警官に追われるクライマックスシーンの夜間撮影は16mmの高感度フィルムで撮影したものにさらに増感処理を施し、ドキュメンタリー的な迫力をたたえた名場面となった。
山上が自殺したのは広島電鉄の猿猴橋町停留場を東側に入った広島日劇前の果物屋、酒屋で、広島日劇はもう無いが、2024年現在建物自体はまだ残っている。酒屋は建て替えられてもう無い。

## 備考
笠原の脚本段階では第一部で海渡組として登場した岡組をそのまま海渡組として書いていたが、撮影中に村岡組に改められた。

## キャッチコピー
殺れい！殺ったれい！ーー

〈暴力〉の生きざま死にまま

「あのラストシーンの銃声が今も、私の耳をつんざいている！」（会社員25才）

やっぱり東映《実録》の強み！
※「仁義なき戦いシリーズ」の各作品のキャッチコピーは多数存在するが、これは最も有名なもの。

## 作品の評価
笠原脚本の4本の内では、最も評価が分かれ、批判はたいてい主人公・山中正治像が不鮮明であることを衝かれる。『映画芸術』1973年12月号で、波多野哲朗は「山中正治は分別くさくなったり幼児的になったりで、わけが分からない」と批判し、帷子耀は笠原脚本に対して「この作品に戦後史はない。右翼。いうところの第〇国人、部〇民。さらには公安。これらを不明にして戦後史はありえない」と批判し、これを受け、笠原は帷子に手紙を書き「今度それをやりますから待って下さい」と返信し、『やくざの墓場 くちなしの花』でそれに踏み込み、二人の交流は笠原が亡くなるまで続いた。
「仁義なき戦い全五作」は、ほとんど台詞を暗記してしまうほど何度も見ているという平野啓一郎は「興味深いのは、本作から、登場人物たちの台詞に『カッコつけにゃいけん』、『カッコつけんにゃならん』という当為表現が現れることである。しかも、第一作目の一般的な筋論とは異なり、ヤクザ社会の形式的秩序維持のために、彼らは『○○しなければならない』と自覚的に行動するようになる。そしてこれが、60年代初頭の抗争事件を描く第三作目『代理戦争』、第四作目『頂上作戦』では、物語の根幹を成す重要な概念として、主人公の口から発せられるのである」などと解説している。
井筒和幸が映画監督になろうと思ったきっかけは、19歳のとき、大阪の道頓堀東映で本作をオールナイトで観に行き、菅原文太、北大路欣也、梶芽衣子ら、ゴージャスな舞台挨拶で、最後に登場した深作欣二監督が喝采を浴びる姿を目の当たりにしたことという。

## エピソード
1960年代半ばに姿を消した往年の東映時代劇スター・伏見扇太郎が、本作のロケを広島でやっていると聞き、ひょこり撮影現場に顔を出した。驚いたスタッフが「広島で何やってるの？」と聞いたら「広島のボウリング場の従業員として働いているよ。レーンを磨いたりしてる」と答えたという。
2005年の衆議院議員総選挙で菅原文太は広島6区に出馬した国民新党の亀井静香の応援に登場し、同じく広島6区に出馬した対立候補の堀江貴文を批判。「向こう（堀江陣営）は仁義なき戦いをしているが、こちらは仁義ある戦いをしましょう」と亀井を激励した。このニュースは本作をなぞらえて各メディアから「広島死闘篇」と呼ばれた。
予告編のBGMには、『三池監獄 兇悪犯』と『日本暴力団 殺しの盃』、『仁義なき戦い』の一部が使われている。